# Kurt Georg Stoeckl-Stillfried
Kurt Georg Stoeckl-Stillfried (* 11. Juli 1962) ist ein deutscher Diplomat. Seit September 2023 ist er designierter Botschafter der Bundesrepublik Deutschland im Libanon und leitet als solcher die Botschaft Beirut.

## Leben und Laufbahn
Stoeckl-Stillfried wurde am 11. Juli 1962 geboren. Er studierte Rechtswissenschaft.
Von 1994 bis 1995 absolvierte er den Vorbereitungsdienst für den höheren auswärtigen Dienst in der Aus- und Fortbildungsstätte des Auswärtigen Amts in Bonn-Ippendorf.
Nach der Laufbahnprüfung fungierte er bis 1997 als Referent im Grundsatzreferat Völkerrecht in der Zentrale des Auswärtigen Amts in Bonn. Seine erste Auslandsverwendung führte ihn von 1997 bis 2000 als Leiter des Rechts- und Konsularreferats, an die Botschaft Sofia, Bulgarien.
Er kehrte als Referent in die Zentrale zurück, wo er von 2000 bis 2003 Referent im Personalreferat höherer Dienst in Berlin war.
Es schloss sich von 2003 bis 2006 eine Verwendung als ständiger Vertreter des Leiters der Botschaft Tashkent, Usbekistan, an. Während dieser Zeit wurde er nach Kundus, Afghanistan, abgeordnet und übernahm von Oktober 2003 als ziviler Leiter das deutsche Wiederaufbauteam (Provincial Reconstruction Team) dort. Im Februar 2004 kehrte er nach Taschkent zurück.
Im Jahr 2006 wurde Stoeckl-Stillfried in der Zentrale des Auswärtigen Amts stellvertretender Leiter des Personalreferats für den höheren Dienst. Anschließend ging er im Jahr 2009 für ein Jahr als Senior Civilian Representative für den Wiederaufbau Nord-Afghanistans nach Masar-e-Sharif. Von 2010 bis 2014 leitete er das Rechts- und Konsularreferat der Botschaft in Kiew, Ukraine.
Von 2015 bis 2017 fungierte er als einer der drei Inspekteure des Auswärtigen Amts, denen die Organisationsberatung und Begutachtung der Aufgabenerfüllung der Auslandsvertretungen obliegt.
Im Jahr 2017 ging er für ein Jahr nach Erbil, Irak, um das dortige Generalkonsulat zu leiten.
Es folgte die Verwendung als Beauftragter für den Rechts- und Konsularbereich in der Rechtsabteilung des Auswärtigen Amts in Berlin im Amt der Besoldungsgruppe B 6 der Bundesbesoldungsordnung.
Im September 2023 wurde Stoeckl-Stillfried zum Leiter der Botschaft Beirut bestellt.
Er ist verheiratet und hat zwei Kinder.